# Костелич, Яница
Я́ница Ко́стелич (хорв. Janica Kostelić; род. 5 января 1982 года в Загребе) — знаменитая хорватская горнолыжница, четырёхкратная олимпийская чемпионка, пятикратная чемпионка мира. Единственная горнолыжница, имеющая на своём счету четыре победы на Олимпиадах, и единственная, завоевавшая три золота на одних Играх (2002). Трёхкратная обладательница кубка мира (2001, 2003, 2006). 15 января 2006 года стала третьей после шведки Перниллы Виберг и австрийки Петры Кронбергер женщиной, побеждавшей во всех пяти дисциплинах горных лыж. 5 февраля того же года стала второй в истории после Петры Кронбергер женщиной, одержавшей победы во всех дисциплинах в одном сезоне. Ещё в том сезоне набрала рекордное количество кубковых очков в одном сезоне.
Почётный гражданин Загреба (2005). 8 раз признавалась лучшей спортсменкой года в Хорватии (1998—2003, 2005, 2006).
1 января 2019 года у Яницы Костелич родился сын, которого назвали О́скар.

## Ранние годы
Яница родилась в Загребе в спортивной семье: отец Анте был её тренером, а старший брат Ивица также вырос в элитного горнолыжника. На лыжи она встала в 3 года, тренировки начала в 9 лет. Она быстро достигла успехов и выигрывала различные юношеские соревнования.
В 16 лет Яница отправилась в составе сборной Хорватии на Олимпийские игры 1998 года в Нагано, где приняла участие в розыгрыше всех комплектов медалей в своём виде спорта, однако выше 8-го места в комбинации она не поднималась. В январе 1998 года дебютировала в Кубке мира, но вскоре выбыла из-за травмы колена до конца 2000 года. В первом же сезоне после возвращения одержала 8 побед и выиграла большой хрустальный глобус.

## Зимние Олимпийские игры 2002
Звёздный час хорватской горнолыжницы пришёлся на зимнюю Олимпиаду 2002 года в Солт-Лейк-Сити (США), где она завоевала четыре медали (три золотые и одну серебряную). Это были первые олимпийские медали в истории Хорватии, завоёванные на зимних Олимпийских играх (ранее хорватские спортсмены завоёвывали медали только на летних Олимпийских играх).
Костелич решила не соревноваться в скоростном спуске, чтобы сконцентрироваться на комбинации, в которой и была взята первая медаль — золотая. Затем в супергиганте она неожиданно уступила всего 0,05 сек итальянке Даниэле Чеккарелли, преподнёсшей в том спуске большой сюрприз, после чего первенствовала в оставшихся двух дисциплинах: слаломе и гигантском слаломе. Выступление на этом турнире сделало Яницу героем страны.

## Дальнейшая карьера
В 2003 году Яница Костелич выиграла второй в карьере кубок мира. Травма колена в начале не позволила ей принять участие в сезоне 2003/04. В следующем сезоне вернувшаяся Яница в итоге уступила Ане Персон всего 3 очка в споре за главный трофей (наименьшая разница между первым и вторым местом в истории турнира). На Олимпийских играх 2006 года в Турине первенствовала в комбинации, после чего стала единственной горнолыжницей с четырьмя олимпийскими наградами высшей пробы. Интересно, что за полтора часа до этого, 18 февраля, норвежец Четиль Андре Омодт стал первым мужчиной-горнолыжником с аналогичным достижением. Сезон 2005/06 спортсменка закончила на первом месте в кубке мира, после чего больше не вернулась на трассы из-за проблем со здоровьем. 19 апреля 2007 года в возрасте 25 лет она официально заявила о завершении своей карьеры.

## Результаты на крупнейших соревнованиях

### Зимние Олимпийские игры
| Олимпийские игры    | Скоростной спуск | Супергигант | Гигантский слалом | Слалом | Комбинация |
| ------------------- | ---------------- | ----------- | ----------------- | ------ | ---------- |
| 1998 Нагано         | 25               | 26          | 24                | DNF    | 8          |
| 2002 Солт-Лейк-Сити | —                | 2           | 1                 | 1      | 1          |
| 2006 Турин          | —                | 2           | —                 | 4      | 1          |

### Чемпионаты мира
| Чемпионат мира             | Скоростной спуск | Супергигант | Гигантский слалом | Слалом | Комбинация | Команды |
| -------------------------- | ---------------- | ----------- | ----------------- | ------ | ---------- | ------- |
| 1999 Вейл/Бивер-Крик       | 29               | 22          | DNF1              | 23     | 7          | н/д     |
| 2001 Санкт-Антон           | —                | 13          | DNS1              | 5      | —          | н/д     |
| 2003 Санкт-Мориц           | —                | 19          | 13                | 1      | 1          | н/д     |
| 2005 Бормио/Санта-Катерина | 1                | —           | DNS1              | 1      | 1          | —       |

### Кубок мира

#### Завоёванные хрустальные глобусы
- Общий зачёт — 3 раза 2000/01,2002/03,2005/06
- Слалом — 3 раз: 2000/01, 2002/03, 2005/06

#### Победы на этапах Кубка мира (30)
| №  | Сезон   | Дата        | Место               | Дисциплина            |
| -- | ------- | ----------- | ------------------- | --------------------- |
| 1  | 1998/99 | 17 янв 1999 | Санкт-Антон         | Комбинация            |
| 2  | 1999/00 | 5 дек 1999  | Серр Шевалье        | Слалом                |
| 3  | 1999/00 | 12 дек 1999 | Сестриере           | Слалом (2)            |
| 4  | 2000/01 | 18 ноя 2000 | Парк-Сити           | Слалом (3)            |
| 5  | 2000/01 | 25 ноя 2000 | Аспен               | Слалом (4)            |
| 6  | 2000/01 | 10 дек 2000 | Сестриере           | Слалом (5)            |
| 7  | 2000/01 | 20 дек 2000 | Сестриере           | Слалом (6)            |
| 8  | 2000/01 | 20 дек 2000 | Земмеринг           | Слалом (7)            |
| 9  | 2000/01 | 14 янв 2001 | Флахау              | Слалом (8)            |
| 10 | 2000/01 | 14 янв 2001 | Флахау              | Комбинация (2)        |
| 11 | 2000/01 | 26 янв 2001 | Офтершванг          | Слалом (9)            |
| 12 | 2000/01 | 18 фев 2001 | Гармиш-Партенкирхен | Слалом (10)           |
| 13 | 2001/02 | 10 мар 2002 | Флахау              | Слалом (11)           |
| 14 | 2002/03 | 23 ноя 2002 | Парк-Сити           | Слалом (12)           |
| 15 | 2002/03 | 22 дек 2002 | Ленцерхайде         | Слалом (13)           |
| 16 | 2002/03 | 22 дек 2002 | Ленцерхайде         | Комбинация (3)        |
| 17 | 2002/03 | 29 дек 2002 | Земмеринг           | Слалом (14)           |
| 18 | 2002/03 | 5 янв 2003  | Бормио              | Слалом (15)           |
| 19 | 2002/03 | 8 мар 2003  | Оре                 | Слалом (16)           |
| 20 | 2004/05 | 27 ноя 2004 | Аспен               | Слалом (17)           |
| 21 | 2004/05 | 27 фев 2005 | Сан-Сикарио         | Комбинация (4)        |
| 22 | 2005/06 | 21 дек 2005 | Шпиндлерув-Млин     | Гигантский слалом     |
| 23 | 2005/06 | 14 янв 2006 | Бад-Клайнкирххайм   | Скоростной спуск      |
| 24 | 2005/06 | 15 янв 2006 | Бад-Клайнкирххайм   | Супергигант           |
| 25 | 2005/06 | 22 янв 2006 |                     | Комбинация (5)        |
| 26 | 2005/06 | 5 фев 2006  | Офтершванг          | Слалом (18)           |
| 27 | 2005/06 | 4 мар 2006  |                     | Комбинация (6)        |
| 28 | 2005/06 | 10 мар 2006 | Леви                | Слалом (19)           |
| 29 | 2005/06 | 17 мар 2006 | Оре                 | Слалом (20)           |
| 30 | 2005/06 | 18 мар 2006 | Оре                 | Гигантский слалом (2) |

## Награды
- Орден Князя Бранимира (21 марта 2001 года)[4].